# Pico do Bonilha
O Pico do Bonilha é o ponto mais alto do município de São Bernardo do Campo, com 974 metros de altura.
Também conhecido por Montanhão, Maciço, Morro da Cruz ou, nos mapas mais antigos, Ponto ou Pouso Alto, seu nome oficial faz referência a um ilustre são-bernardense, Alferes Bonilha.